# كازا ديل ريلوخ (محطة مترو أنفاق مدريد)
كازا ديل ريلوخ (بالإسبانية: Casa del Reloj)‏ هي محطة مترو أنفاق في مدريد في إسبانيا، تقع على الخط رقم 12.